# Elisabeth Haines
Elisabeth Haines geborene Girrulat (* 26. August 1936 in Rauterskirch, Ostpreußen) ist eine deutsche Politikerin (SPD) und Juristin. 

## Leben und Ausbildung
Elisabeth Haines wurde in Rauterskirch geboren, dem heutigen Bolschije Bereschki (Kaliningrad). Zu dieser Zeit gehörte dieses noch zu Ostpreußen. Sie hat eine ältere Schwester.
Sie studierte Jura.   

## Politik
Unter Willy Brandt als sozialdemokratischer Bundeskanzler war Haines in den Jahren 1970 bis 1973 im Bundeskanzleramt tätig und hatte die Position einer Hilfsreferentin in der Gruppe "Politische Planung und das Arbeitsprogramm der Bundesregierung" inne. Dann wechselte sie ins Bundesministerium für Familie, Senioren, Frauen und Jugend (damals noch Bundesministerium für Jugend, Familie und Gesundheit, kurz BMJFG) wo sie bis 2001 tätig war. Von 1974 bis 1982 war sie Referentin für Frauenfragen und Referatsleitung.  Ein wichtiger Meilenstein in ihrer Karriere war die Mitbegründung der Frauenabteilung im BMJFG. Im Jahr 1986 erfolgte die Umbenennung in Bundesministerium für Jugend, Familie, Frauen und Gesundheit. Ab 1982 leitete sie verschiedene familienpolitische Referate innerhalb des Ministeriums und war zuständig für Themen wie Familienforschung, bevölkerungspolitischen Fragen, Freizeitpolitik, Familienerholung, familiengerechter Verbraucherpolitik und gesellschaftlicher Teilhabe. Sie war zudem Vorsitzende des Personalrats.

## Sonstiges
Für den Dokumentarfilm Die Unbeugsamen aus dem Jahr 2021 wurde sie als Zeitzeugin interviewt. Der Film handelt von Frauen, die sich während der Bonner Republik Mitbestimmung auf politischer Ebene erkämpft trotz Vorurteilen und sexueller Diskriminierung. Anekdotisch erzählt Haines, dass ein Professor während ihres Jurastudium stets alle mit „Meine Herren“ begrüßte, obwohl Haines sich explizit mit Mitstudentinnen in die erste Reihe setzte. Die Rede von Waltraud Schoppe im Jahr 1983, in der sie die Strafbarkeit bei Vergewaltigung in der Ehe fordert und den §218 thematisiert, kommentierte Haines im Film mit „Diese Rede war ein Fest für uns Frauen“.

## Veröffentlichungen
- Familienberichte der Bundesregierung. In: Walter Bien und Richard Rathgeber [Hrsg.]: Die Familie in der Sozialberichterstattung; Ein europäischer Vergleich, Leske + Budrich, Opladen 2000, ISBN 3-8100-2532-1.